# Ośno (powiat żniński)
Ośno (niem. Oschnau) – wieś w Polsce położona w województwie kujawsko-pomorskim, w powiecie żnińskim, w gminie Janowiec Wielkopolski.
W latach 1975–1998 miejscowość należała administracyjnie do województwa bydgoskiego. Na południe od wsi grodzisko piastowskie z X wieku, nazywane Stary Okop. Według Narodowego Spisu Powszechnego (III 2011 r.) wieś liczyła 190 mieszkańców. Jest trzynastą co do wielkości miejscowością gminy Janowiec Wielkopolski.